# Bristol Brigand
Бристоль Бріганд (англ. Bristol Brigand) — британський двомісний штурмовик і легкий бомбардувальник, що розроблявся для заміни Bristol Beaufighter Королівських ВПС Великої Британії. Початково проєктувався як торпедоносець, але в цій ролі ніколи не використовувався.

## Історія
Успішність важкого винищувача Bristol Beaufighter в ролі торпедоносця заставили задуматись про створення спеціалізованого торпедоносця з схожими параметрами. В результаті міністерство авіації видало специфікацію H.7/42 для створення торпедоносця для Берегового командування на заміну останнього. Компанія Bristol запропонували свій проєкт «Тип 164» і в квітні 1943 року отримали замовлення на виготовлення чотирьох прототипів. Перший прототип піднявся в повітря 4 грудня 1944 року, після випробувань він був прийнятий на озброєння під позначенням «Бріганд» (англ. Brigand) і незабаром почалось серійне виробництво.
Перші 11 «Бріганди» надійшли на озброєння 36-ї і 42-ї ескадрилей, а також групи розробки озброєння в 1946 році. Але до цього року потреба в «справжніх» торпедоносців вже відпала і отримані «Бріганди» невдовзі були відкликані для перероблення в легкий бомбардувальник для використання в М'янмі і Малаї. Літак отримав позначення «Brigand B.1» і отримав бронювання, перероблену кабіну з катапультою.
Шістнадцять «Брігандів» було виконано в вигляді неозброєних літаків для метеорологічних спостережень, частину з яких було передано в 1301-е крило на Цейлоні. Після завершення виробництва в 1949 році наявні «Бріганди» модифікувались для навчання використання радарів. В такій ролі вони використовувались в 228-й навчальній групі аж до березня 1958 року. В роді легкого бомбардувальника «Бріганд» був порівняно швидко замінений новішими de Havilland Vampire і English Electric Canberra.

## Модифікації

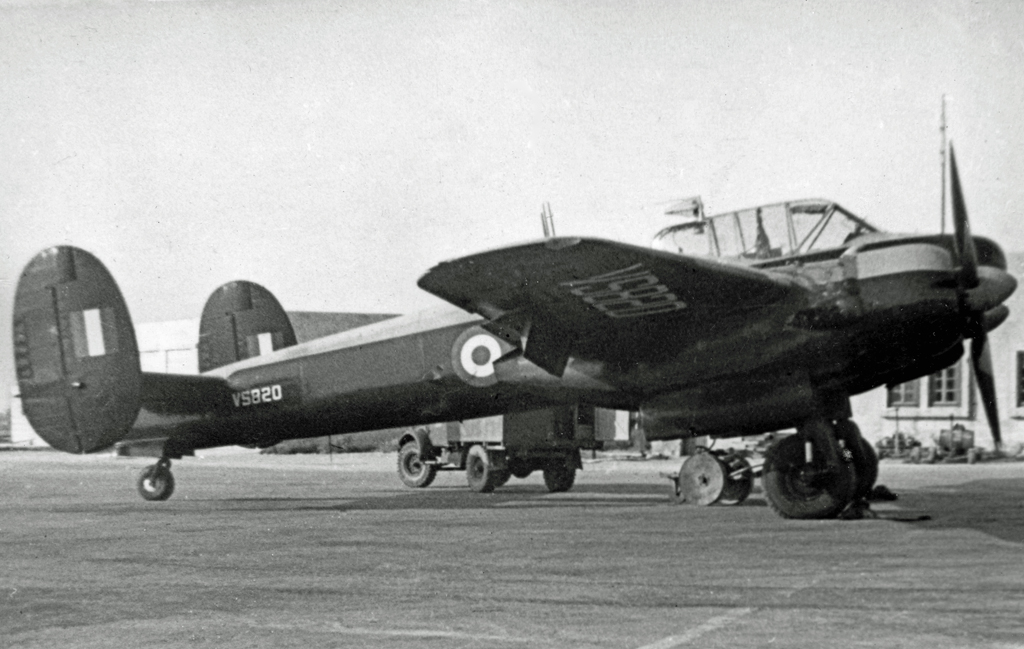
Brigand MET.3 1301-го крила на Мальті. Червень 1946 року.

- Тип 164 — чотири прототипи з двигунами Centarus VII
- Brigand TF.1 — серійний варіант торпедоносця. Виготовлено 11, пізніше конвертовані в B.1.
- Brigand B.1 — варіант легкого бомбардувальника без захисного озброєння і з доданими підвісами для ракет і бомб. 106 побудовано і ще 11 конвертовано з TF.1
- Тип 165 (Brigand II) — проєкт навчального варіанту з подвійним керуванням. Не будувався.
- Brigand MET.3 — неозброєний літак для метеорологічних спостережень. Побудовано 16 літаків.
- Brigand T.4 — варіант для навчання операторів повітряного радара. Побудовано 9 літаків, пізніше модифікованих до стандарту T.5.
- Brigand T.5 — покращена версія T.4 з новим радаром.

## Тактико-технічні характеристики
Дані з Consice Guide to British Aircraft of World War II

### Технічні характеристики
- Екіпаж: 2 особи
- Довжина: 14,15 м
- Висота: 5,33 м
- Розмах крила: 22,05 м
- Площа крила: 66,7 м ²
- Маса порожнього: 11 611 кг
- Маса спорядження: 16 813 кг
- Максимальна злітна маса: 17 690 кг
- Двигуни: 2 × Bristol Centaurus 57
- Потужність: 2 × 2470 к.с.

### Льотні характеристики
- Максимальна швидкість: 576 км/год на висоті 4875 м
- Крейсерська швидкість: 501 км/год
- Дальність польоту з підвісними баками: 4506 км
- Практична стеля: 7925 м

### Озброєння
- Стрілецьке:
  - 4 × 20-мм курсові гармати
- Підвісне :
  - до 907 кг бомб або ракет